# Tizi Rached (comuna)
Tizi Rached é uma cidade e comuna localizada na província de Tizi Ouzou, no norte da Argélia. Em 2008, sua população era de 17 161 habitantes.